# Лавірування

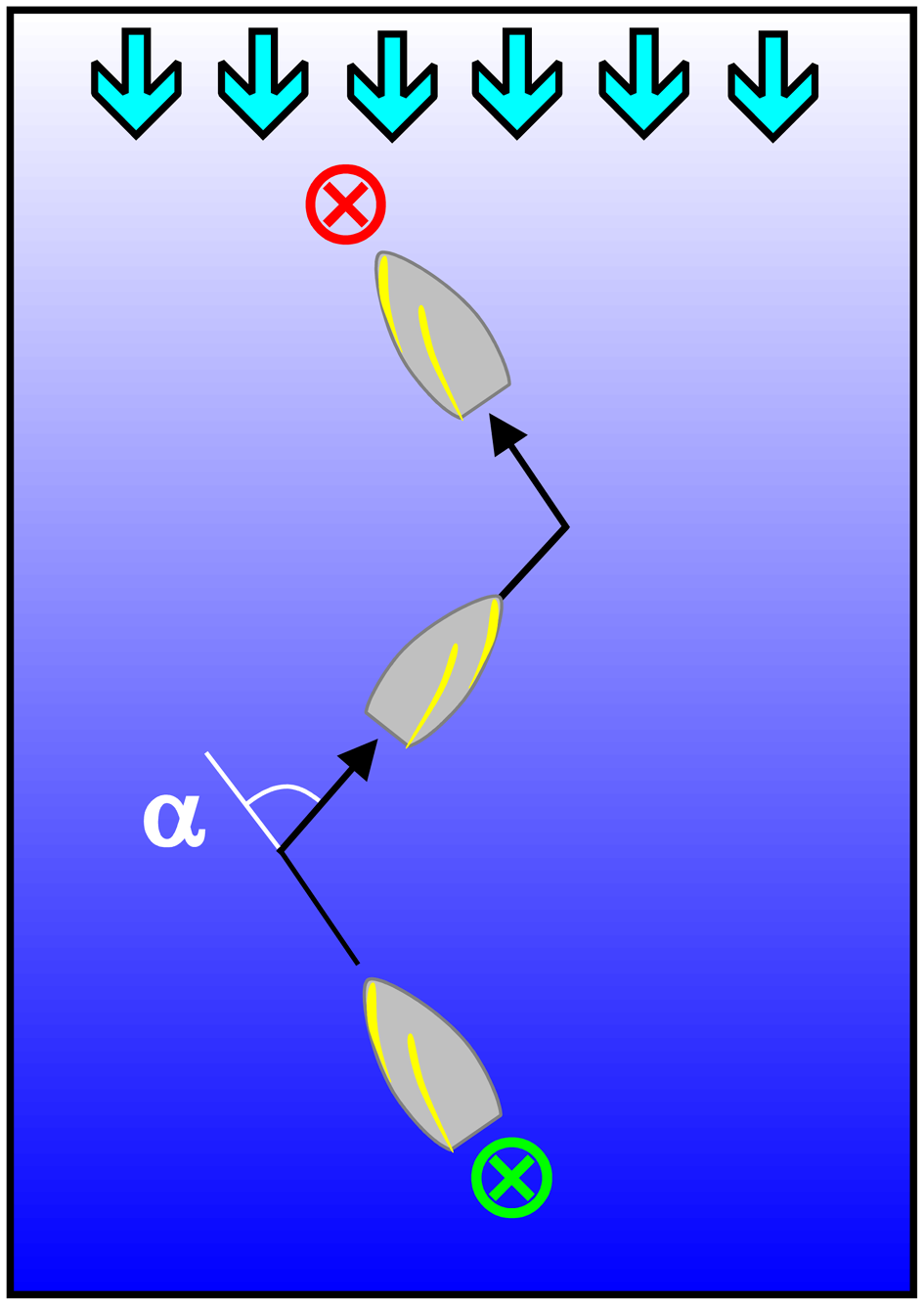
Лавірування. α — лавіровочний кут

Лаві́рування (від нід. laveren — «виляти», «ухилятися»), у 1920-х пропонувався термін бардіжа́ння — спосіб руху вітрильного судна проти вітру, що полягає в поперемінній зміні курса відносно вітру, рух зигзагом. У загальному сенсі (для вітрильних суден і суден з іншим рушієм) термін лавірувати означає «йти не прямо, а частими змінами напрямку судна» (між камінням, мілинами, іншими суднами, що стоять на якорі тощо).
Прямо проти вітру вітрильник йти не може. Якщо необхідно потрапити в яку-небудь точку, розташовану проти вітру, то застосовується лавірування — рух до призначення курсом бейдевінд змінними галсами. Для зміни галса здійснюють поворот оверштаг.
Через те, що хід за вітром не є найбільше сприятливим з точки зору швидкості на можливості нести велику кількість вітрил, при такому вітру для збільшення швидкості судна також виконують лавірування. Для зміни при такому курсі галса здійснюють поворот фордевінд.

## Поворот оверштаг
При повороті оверштаг лінію вітру перетинає ніс парусного судна. Судно приводиться до левентику, потім увалюється на інший галс, до потрібного курсу.
Такий маневр легше виконують судна з косим вітрильним озброєнням — бермудським, гафельним, латинським.
Для суден з прямими вітрилами такий маневр вимагає дуже досвідченого і численного екіпажу. Вітрила потрібно брасопити на інший галс в певній послідовності і строго вчасно: вітрила на бізань-щоглі виносяться на вітер першими, і допомагають привести судно до вітру. Вітрила на фок-щоглі і грот-щоглі переносять при проході через лінію вітру і допомагають увалюванню. В іншому випадку судно може «пропустити левентик», втратити хід і перестати слухатися стерна. З цієї причини на суднах з прямими вітрилами та нечисленним або невправним екіпажем замість повороту оверштаг виконують поворот через фордевінд, який хоча й призводить до втрати часу, але є більш безпечним.

## Поворот через фордевінд
При повороті фордевінд лінію вітру перетинає корма судна. Таким чином, вітер завжди попутний і для суден з прямим вітрильним озброєнням становить менше труднощів. Зате для вітрильників з косим озброєнням зміна галса супроводжується стрімким (і як правило, для недосвідчених екіпажів — раптовим) перекиданням вітрил з одного галса на інший. При цьому рангоут і такелаж зазнають значного динамічного удару.
Для суден з косим озброєнням та недосвідченим екіпажем поворот фордевінд іноді замінюють поворотом оверштаг.